# Arco della porta
L'Arco della porta (in inglese: Gateway Arch), conosciuto anche come Porta verso l'ovest (Gateway to the West) è un arco monumentale situato nell'omonimo parco nazionale ed è il simbolo di Saint Louis.

## Storia
Progettato dall'architetto finnico-americano Eero Saarinen e dall'ingegnere strutturale Hannskarl Bandel nel 1947, é alto 192 metri e la larghezza della base misura altrettanto. La sua costruzione iniziò il 12 febbraio 1963, terminò il 28 ottobre 1965, e venne aperto al pubblico il 24 luglio 1967.
La forma dell'arco è quella di una catenaria pesata capovolta. In particolare, si tratta di una curva esprimibile tramite la formula generica {\displaystyle y=A\cdot \cosh(Bx)}: è quindi un coseno iperbolico come la catenaria, ma l'indipendenza tra i due parametri {\displaystyle A} e {\displaystyle B} la rende differente da quest'ultima. Le sezioni trasversali delle colonne sono triangoli equilateri che si restringono salendo in altezza, partendo dai 16 metri delle basi ai 5,2 metri della sommità. Ciascuna superficie dell'arco è costituita di acciaio inossidabile.

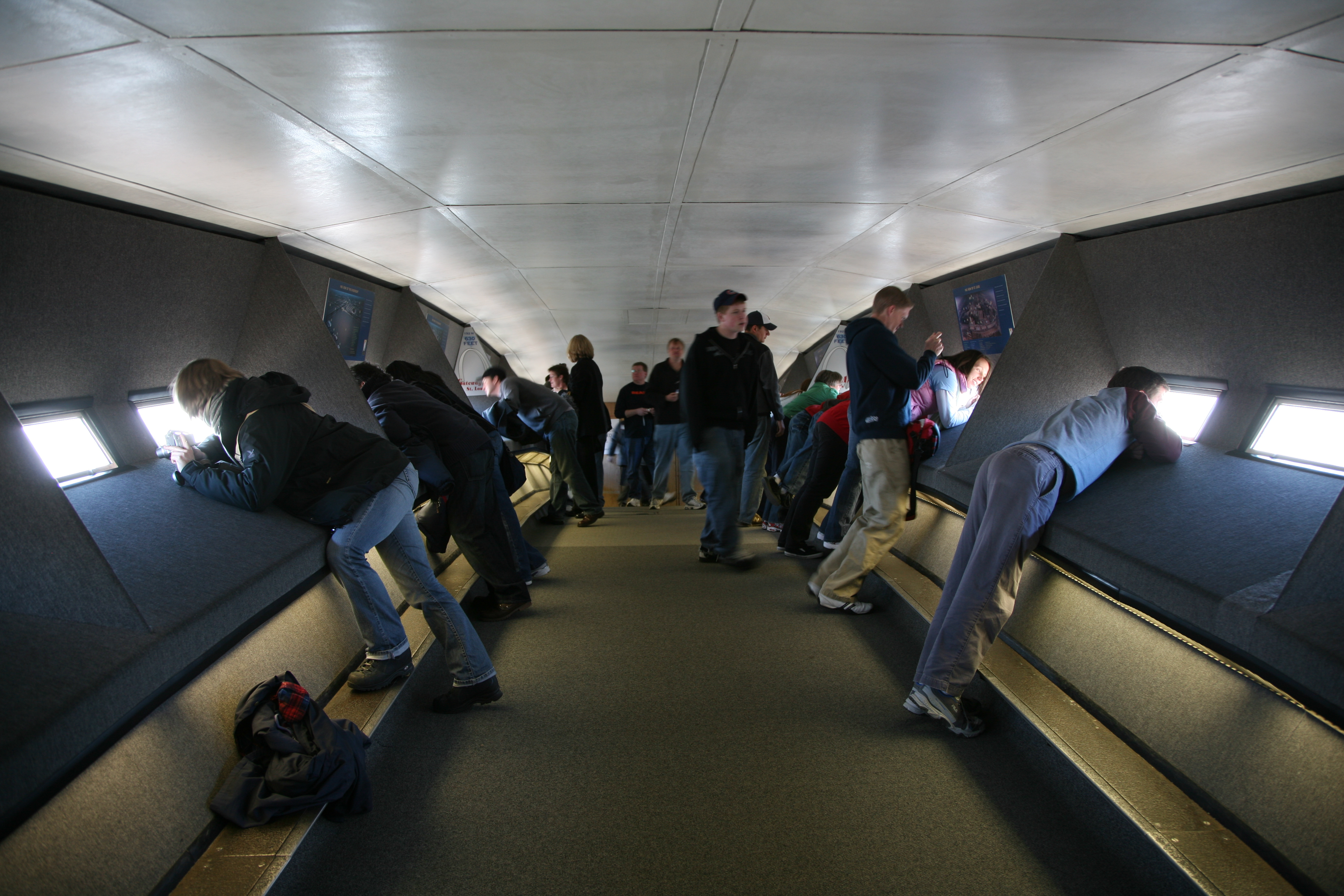
JNEM Piattaforma di osservazione

Per struttura e cronologia l'arco è molto probabilmente ispirato a quello, mai realizzato, che doveva sorgere a Roma negli anni trenta nel neo-quartiere E42, (meglio noto come Eur o Quartiere Europa) sede dell'Esposizione universale romana del 1942, anche questa mai verificatasi a causa dello scoppio della Seconda guerra mondiale. L'arco dell'Eur, progettato dal celebre razionalista Adalberto Libera e di ampiezza maggiore rispetto al Gateway Arch, avrebbe dovuto simboleggiare la porta di accesso al nuovo quartiere romano dal lato sud.